# Ааррасс, Джамаль
Джамаль Ааррасс (фр. Jamale Aarrass; род. 15 ноября 1981, Безон) — французский легкоатлет, бегун на средние дистанции, участник летних Олимпийских игр в беге на 1500 метров.

## Спортивная биография
В 2008 и 2009 года Аарасс становился чемпионом Франции в помещении на дистанции 800 метров. В 2011 году Джамаль принял участие в чемпионате Европы в помещении. На дистанции 1500 метров француз смог пробиться в финал соревнований, но там с результатом 3:44,08 занял лишь предпоследнее 8-е место.
В 2012 году Джамаль дебютировал на летних Олимпийских играх в Лондоне. Французский спортсмен выступил в соревнованиях на дистанции 1500 метров. В первом раунде французский легкоатлет стартовал во втором забеге и занял там лишь 12-е место, которое не позволило ему пробиться в полуфинал соревнований.
Завершил спортивную карьеру в 2015 году.